# Abbazia di San Savino di Jesi

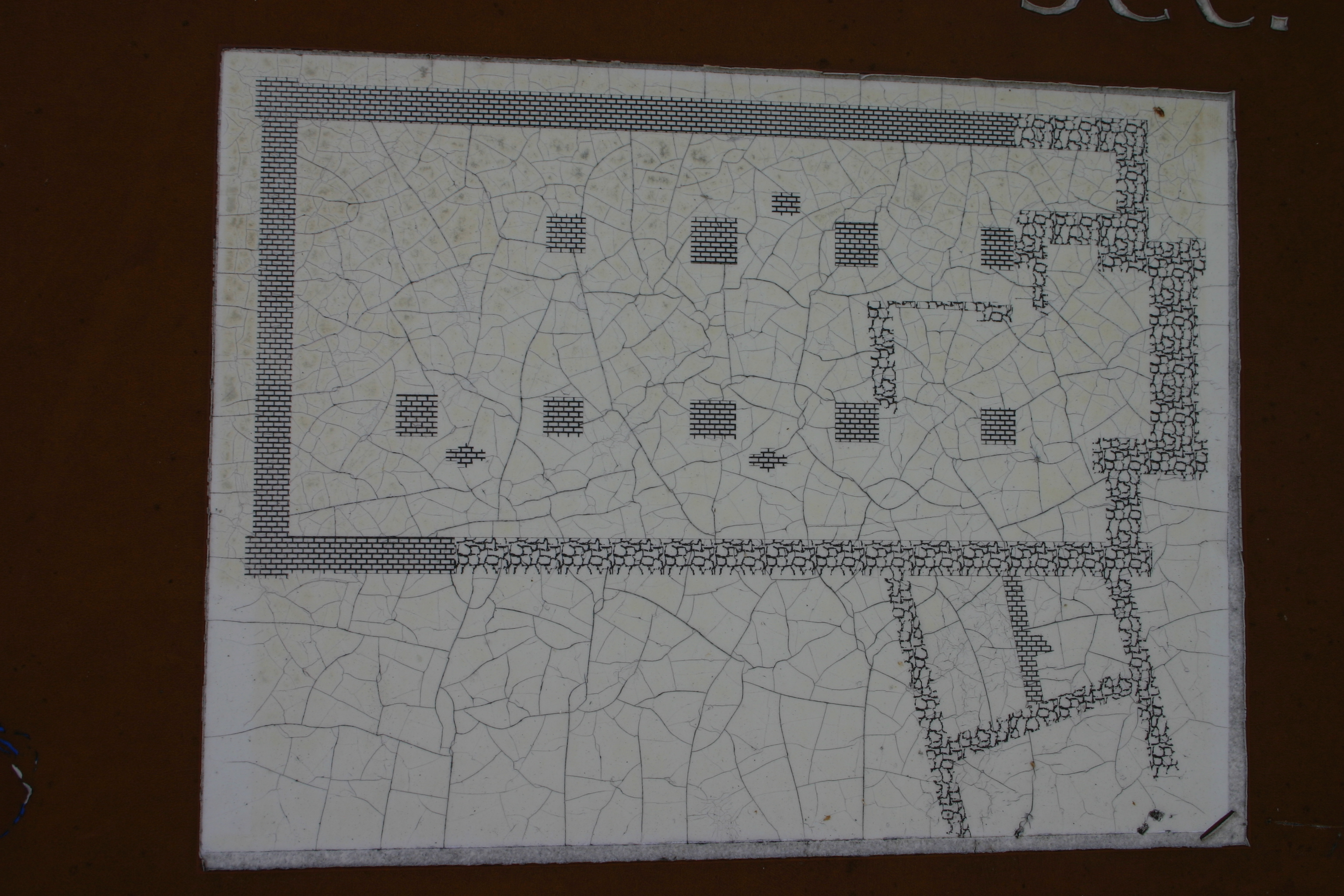
Pianta presente nel cartello segnaletico turistico "Resti della Chiesa Abaziale di S.Savino"

L’abbazia di San Savino,  che secondo la tradizione sarebbe stata costruita nell’Alto Medioevo, si trova nel comune di Jesi nella zona del Campo Boario e di cui restano solo evidenze archeologiche.

## Storia
Pietro Grizi, detto il Grizio nel 1578 scrive Il ristretto delle istorie di Jesi, attribuendo ai Goti la fondazione dell’abbazia intorno alla prima metà del VI secolo d.C. ed il suo restauro tra il VII e l’VIII secolo d.C. ai Longobardi con monaci dell'abbazia di Farfa.
La prima memoria storica dell’abbazia risale al 5 luglio 1222 quando papa Onorio III con la  bolla pontificia n.7 del 1222 si rivolge al Vescovo di Jesi e all’Abate di San Savino per indurre gli Jesini a sottostare al volere Papale giurando fedeltà alla Chiesa; già da questa data riscontriamo che il monastero fosse abbastanza importante e potente tanto da essere chiamato in causa dalla Curia Pontificia stessa. Un secondo documento riguardante l’abbazia indica che nel 1230 viene stipulato un accordo a Pierosara, tra l’abate di San Savino Attone e l’abate di San Vittore alle Chiuse in merito alla chiesa di San Michele di Lappurano sulla quale entrambi ritenevano di avere diritti.
Dalle rationes decimarum  del 1290 si attesta che parte delle decime ecclesiastiche dovevano essere  pagate in palatio San Savini, l’abate venne incaricato di raccogliere la decima a cui erano tenute le chiese della città e Diocesi di Jesi. Nel 1304 un monaco di San Savino, insieme ad altri religiosi jesini, vennero incaricati dal rappresentante pontificio di procedere alla revisione della sentenza che obbligava Jesi a cedere a Fabriano i contesi castelli di Rovellone, Avoltore e Precicchie, sentenza contro la quale Jesi aveva presentato appello.
Tra il XII e XIV secolo viene ristrutturato l’edificio ecclesiastico, anche se molto imponente l’edificio sembrerebbe avere problemi statici che porteranno nel 1454 la necessaria ricostruzione della cappella riservata al culto di San Savino. Il monastero verso la metà del XIV secolo è in piena decadenza, nel 1458 Callisto III trasferisce i beni dell’abbazia alla mensa vescovile di Jesi. L’abbazia ebbe vita fino alla metà del sec. XV.
Nel XVI secolo, Baldassino Baldassini costruisce una chiesa con la stessa dedica: l’attuale San Savino Nuovo. L’edificio si presenta in forme severe e squadrate, con pareti completamente in cotto, con una semplice porta d’ingresso priva di elementi decorativi e con quattro nicchie costruite per ospitare delle statue.
Nel 1974 vennero ritrovati i resti dell’abbazia i San Savino presso il foro Boario. La chiesa ed il complesso monacale iniziale non sorgevano dove si era creduto fino ad allora, ma a circa 200 m a levante di essa in direzione del Cascamificio.

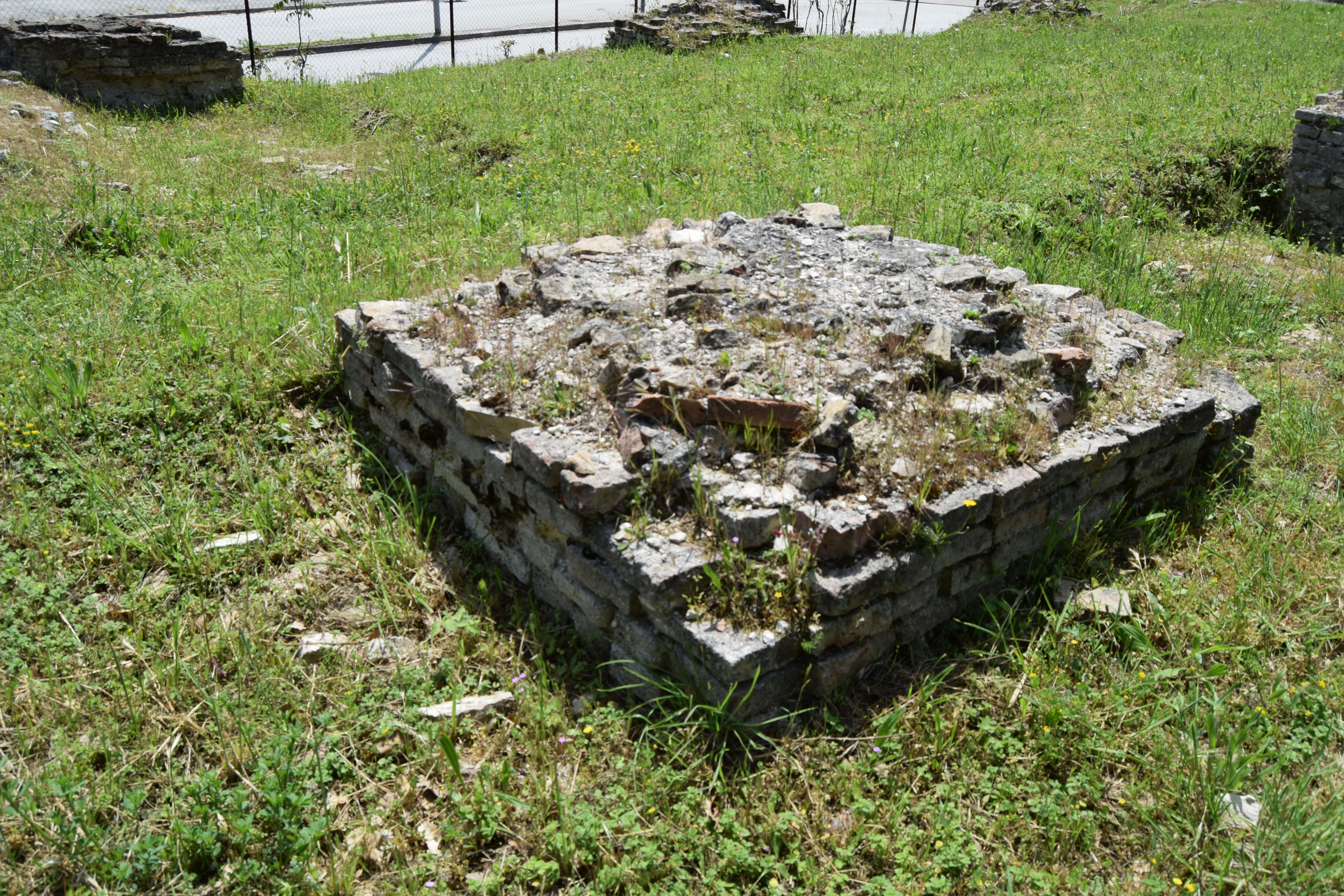
Base pilastro che divideva la navata centrale

Con l'acquisto da parte della ABACO Società Cooperativa il sito è stato finalmente riconosciuto come sito di interesse storico archeologico ai sensi dell'art. 2, comma 2 e dell'art. 10, comma 3, lettera a) del D.Lgs. 42/2004.

## Architettura
L’edificio ecclesiastico era realizzato in mattoni con materiale romano di reimpiego probabilmente proveniente dalle strutture repubblicano-imperiale attestate nell’area del Campo Boario, la struttura era di dimensioni considerevoli 40x19m. Le forme dovevano essere romanico-gotiche come quelle degli edifici sacri coevi. L’abbazia possedeva 75 ettari di terra, l’intero edificio era suddiviso in tre navate da due serie di cinque pilastri a sezione quadrata (2x2m) che definivano sei campate. La navata centrale misurava 6,50m e le navate laterali 3,60m. Nonostante la sua imponenza, l’edificio doveva avere una statica difettosa, se nel 1554 occorreva riparare la cappella riservata al culto del santo titolare, e nel XVI secolo l’intera struttura era crollata. I ruderi visibili ad oggi, sono costituiti da basamenti dei muri perimetrali e da vari pilastri di sezione quadrangolare, disposti in due file da cui si deduce la presenza di tre navate

### Ubicazione

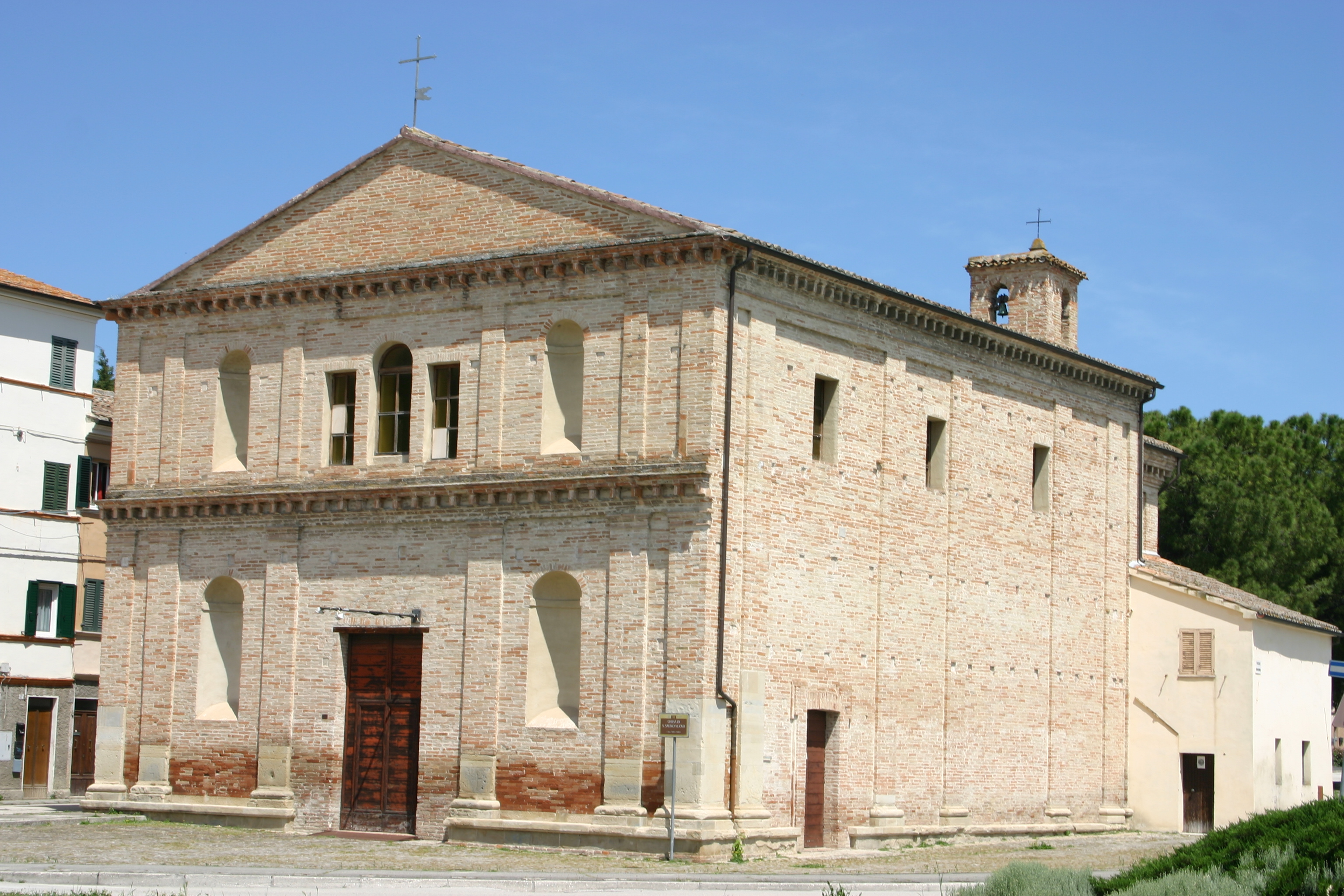
Chiesa San Savino Nuovo

La San Savino originaria era situata più ad oriente rispetto a quella nuova, presso il vecchio Campo Boario, come si è scoperto  in occasione degli  scavi del 1974 per la realizzazione del Viale Don Minzoni, che hanno portato alla luce alcuni imponenti resti architettonici riconducibili alla vecchia San Savino chiarendo così la non sovrapposizione delle due chiese.